# تروندل
تروندل (به آلمانی: Tröndel) یک شهر در آلمان است که در شلسویگ-هولشتاین واقع شده‌است.

## خصوصیات
تروندل ۷٫۵۸ کیلومترمربع مساحت دارد ۴۹ متر بالاتر از سطح دریا واقع شده‌است.